# 不可再生能源

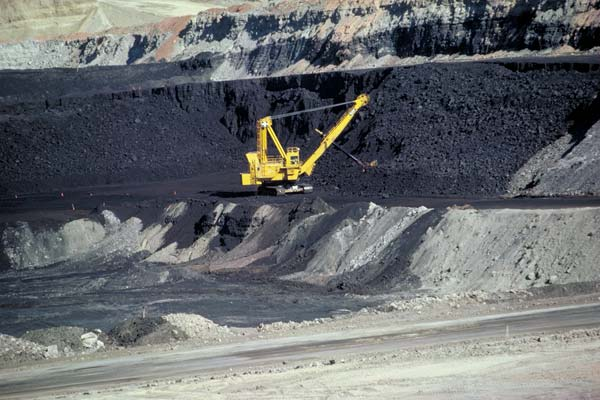
在懷俄明州的一個煤礦，煤炭是一種不可再生的資源

不可再生能源，又稱非再生能源，与可再生能源对应，是无法经过短时间内再生的能源，而且它們的消耗速度遠遠超過它們再生的速度。煤炭、石油、天然气等化石燃料与核燃料、矿产等均属于不可再生能源，如該能源一旦耗盡，將不能開採出更多的可用儲備供將來使用。

## 核燃料

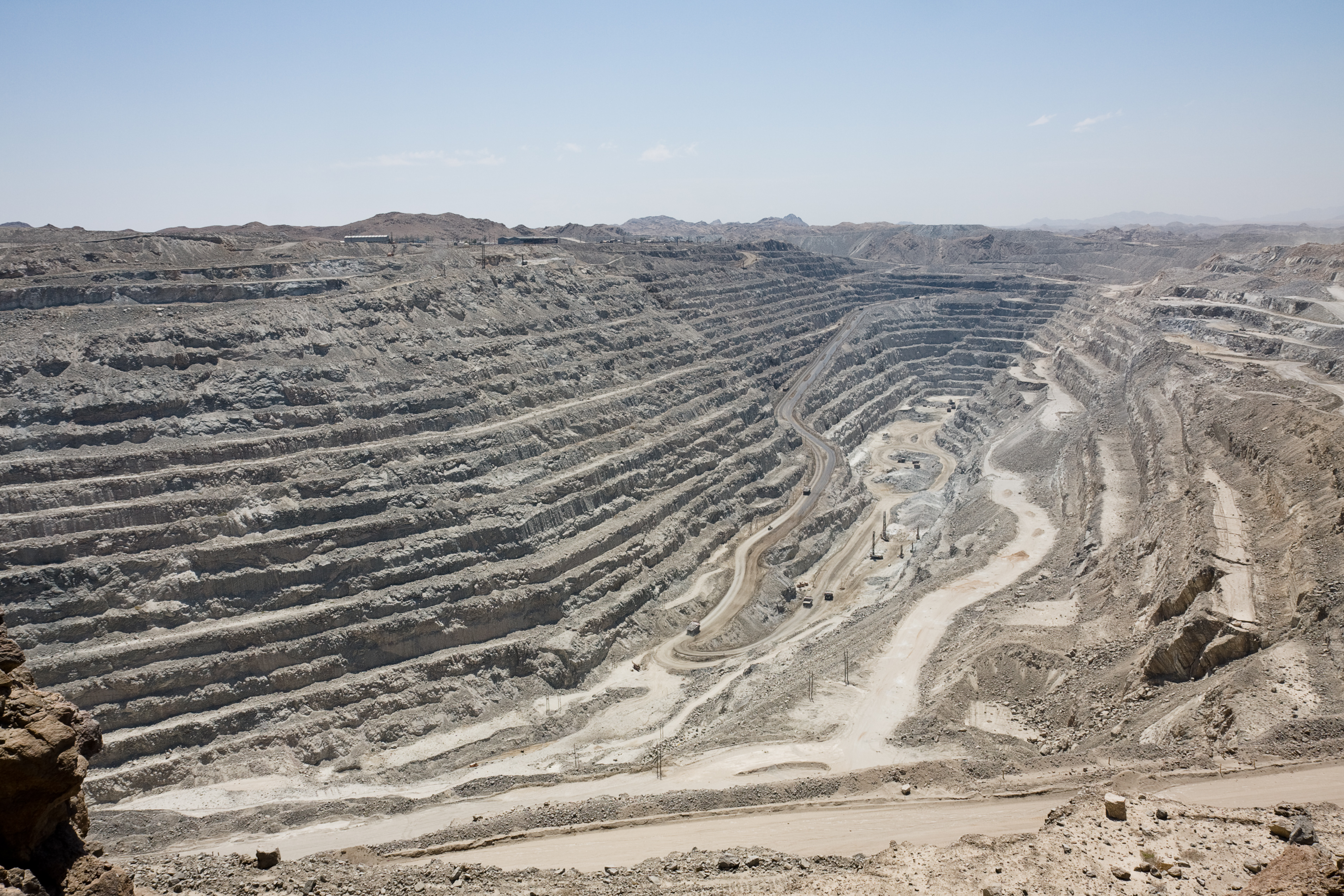
位於納米比亞的露天開採鈾礦

核能發電提供約6％和世界的13％-14％的電力，核技術需要核燃料作為能源，但核燃料在世界上的濃度相對很低，開採相對困難，目前只有19個國家能夠開採到鈾礦。 核電廠、醫院、農業、工業、食品業與科學研究等都會產生出放射性废料，世界上有許多國家雖然沒有核电厂但是也有放射性废料處理廠。

## 化石燃料
由於使用化石燃料的內燃機技術在17世紀被迅速發展，因此化石燃料被現代社會大量使用。然而化石燃料是不可再生的，目前人類使用的主要能源仍然倚賴不可再生能源，而且主要能源快速消耗的同時，需求還不斷增加。可是所有耗竭性能源都需要數百萬年時間慢慢形成，在人類的時間尺度上，它們都不能被及時再補充，是不可再生的資源。由于不可再生能源在短时间内无法被制造，而人类社会的许多活动都会消耗不可再生能源，导致其价格不断攀升。